# جاف، آورز

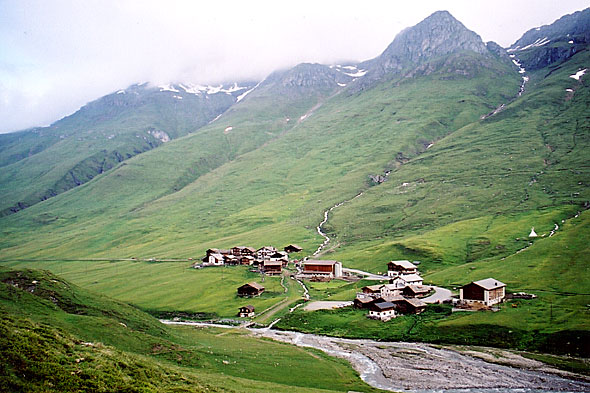
جاف، آورز

جاف، آورز (انگلیسی: Juf) روستایی است در محدوده شهری آورز در کانتون کانتون گراوبوندن سوئیس در ارتفاع ۲۱۲۶ متری بالاتر از سطح دریا با جمعیت ثابت سوئیسی اروپایی. این روستا ۲۴ خانوار دارد.